# LZ 59

Zeppelin LZ 59 – LZ 81

LZ 59 war die Baunummer eines deutschen Marinezeppelins im Ersten Weltkrieg und der erste Zeppelin der Q-Klasse. Seine taktische Nummer war L 20. Die erste Fahrt fand am 21. Dezember 1915 statt.

## Auslegung

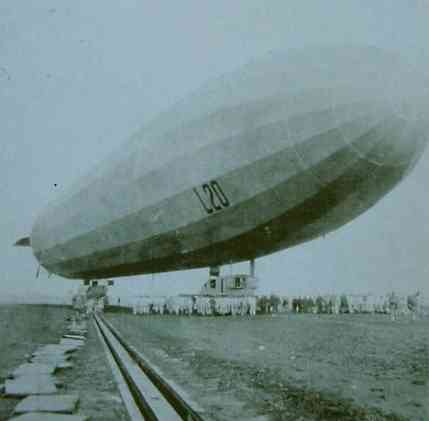
Die LZ 59 nach der Fertigstellung

Die LZ 59 wurde für den Krieg gegen England gebaut. Es hatte eine Länge von 178,5 und einen Durchmesser von 18,7 Metern. Das Wasserstoffgasvolumen betrug 35.800 m3.

## Englandfahrten
Der Erstflug der LZ 59 führte von Friedrichshafen nach Tønder unter dem Kommando von Kapitänleutnant Franz Stabbert. Die erste Fahrt nach England mit Zielen in Mittelengland und Liverpool fand am 31. Januar und am 1. Februar 1916 statt. Dabei wurden Eisenbahnanlagen in Awsworth sowie das Stanton-Stahlwerk in Ilkeston bombardiert.
Weiterhin wurden Loughborough und Burton-upon-Trent bombardiert; das Schiff erreichte jedoch Liverpool nicht.

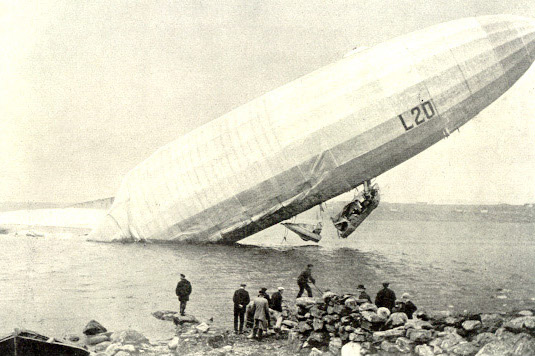
Wrack der LZ 59

Die zweite Fahrt fand am 2. und 3. Mai 1916 mit den Zielen Middlesbrough, Stockton-on-Tees und Hartlepool in England sowie zwei Zielen in Schottland. Durch Probleme mit einem der Motoren und starkem Wind wurde das Schiff nach Norwegen abgetrieben. Wegen Treibstoffmangel wurde das Luftschiff südlich von Stavanger in einem Fjord auf Wasser gesetzt. Die meisten Mitglieder der Crew konnten sich an Land retten.

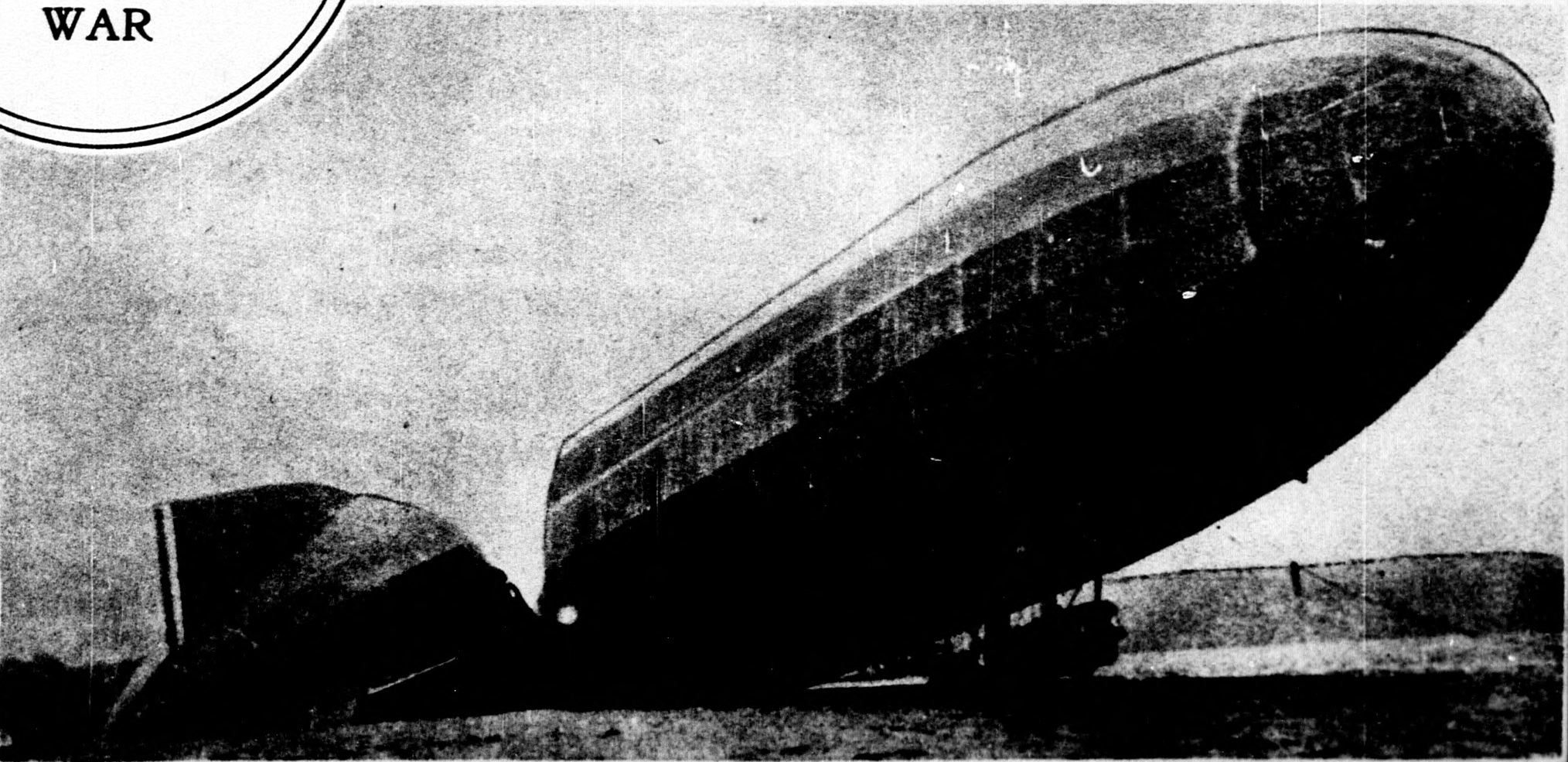
Wrack der LZ 59 auf dem Wasser

Durch die verlorene Last stieg das Luftschiff wieder auf und verlor danach eine Gondel bei dem Zusammenstoß mit einem Felsen, wobei drei Crewmitglieder starben. Schließlich stürzte das Schiff in einen Fjord, wobei sich die restliche Besatzung retten konnte. Zur Vermeidung einer unkontrollierten Explosion wurde das Schiff von der norwegischen Marine durch Beschuss kontrolliert zur Explosion gebracht. Die überlebende Besatzung, einschließlich des Kommandanten Stabbert, wurden in Norwegen interniert.
Stabbert konnte im November 1916 fliehen und übernahm, wieder in Deutschland, L 23.